# 泰博茨角 (特拉華州)
泰博茨角（英語：Tybouts Corner）是位於美國特拉華州紐卡斯爾縣的一個非建制地區。該地的面積和人口皆未知。

## 地理
泰博茨角的座標為39°37′12″N 75°38′32″W / 39.62000°N 75.64222°W，而該地的平均海拔高度為16米（即52英尺）。